# Vataireopsis
Vataireopsis es un género de plantas con flores con seis especies perteneciente a la familia Fabaceae. Es originario de Brasil.

## Especies
- Vataireopsis araroba
- Vataireopsis iglesiasii
- Vataireopsis pallidiflora
- Vataireopsis speciosa
- Vataireopsis surinamensis
- Vataireopsis surinemensis